# Schweizer Meisterschaften in der Nordischen Kombination 2009

Logo des Schweizer Skiverbandes

Die Schweizer Meisterschaften in der Nordischen Kombination 2009 fanden am 10. Oktober 2009 im Schweizer Einsiedeln statt. Die Meisterschaften wurden im Einzel von der Grossschanze und über 10 km ausgerichtet. Dabei wurden die Altersklassen Senioren und Junioren gemischt ausgetragen. Ausrichter war der Schweizer Skiverband Swiss-Ski.

## Ergebnis
| Platz | Sportler            |
| ----- | ------------------- |
| 1     | Ronny Heer          |
| 2     | Seppi Hurschler     |
| 3     | Joel Bieri          |
| 4     | Michael Hollenstein |
| 5     | Tim Hug             |
| 6     | Felix Kläsi         |
| 7     | Ivo Hess            |
| 8     | Lars Grossen        |
| 9     | Lukas Niedhart      |
| 10    | Sven Fawer          |